# Paul Winter (atleta)
Paul Winter (Ribeauvillé, 6 febbraio 1906 – Poitiers, 22 febbraio 1992) è stato un discobolo e pesista francese.

## Palmarès

### Olimpiadi
- Bronzo a Los Angeles 1932 nel lancio del disco.